# Rogue Trader (2021)
Rogue Trader ist ein deutscher Finanz-Thriller aus dem Jahr 2021.

## Handlung
Der Bankangestellte Tom Walker arbeitet im Backoffice einer Investmentbank. Nach einer Kündigungswelle bekommt er das Angebot, als Junior-Trader in die Verwaltung eines großen Portfolios einzusteigen. Obwohl er wenig Erfahrung hat, helfen ihm sein Chef Ben James und sein Kollege Marc Vanderbilt. Nachdem James die Bank verlassen hat, sehen sich die beiden jungen Kollegen alleine mit einer riesigen Aufgabe betraut. Tom richtet auf illegale Weise ein geheimes Konto ein, wo er versteckte Trades abwickelt und Verluste so verheimlicht. Dieses sollte nur kurzzeitig so gehen, aber das Duo macht immer weiter und erntet zunehmend Anerkennung in der Finanzwelt. Als ein neuer Geschäftsführer in der Bank erscheint, schraubt dieser die Gewinnerwartung an das Duo immer höher. Nachdem Tom 3 Milliarden Dollar Verlust gemacht hatte, plagen ihn Gewissensbisse und er gesteht seine Fehler per E-mail an seine Geschäftskunden. Nach einer Krisensitzung mit dem Geschäftsführer wird er von der Polizei abgeführt. Im Fernsehen wird sein Gerichtsurteil zu einer siebenjährigen Haftstrafe verkündet.
Am Ende des Films (ab 1:10:23) werden reale Vorbilder genannt und folgende Angaben gemacht: Nick Leeson (Barings Bank), Verlust $ 1.400.000.000.00, Gefängnisstrafe: 6 Jahre; Yassuo Hamanaka (Sumitomo Corporation), Verlust $ 2.600.000.000.00, Gefängnisstrafe: 8 Jahre; Jerome Kerviel (Société Générale), Verlust $ 6.900.000.000.00, Gefängnisstrafe: 5 Jahre; Toshidi Igushi (Daiwa Bank), Verlust $ 1.100.000.000.00, Gefängnisstrafe: 4 Jahre; Bruno Iksil (JP Morgan Chase), Verlust $ 6.200.000.000.00; Kweku Adoboli (UBS), Verlust $ 2.300.000.000.00, Gefängnisstrafe: 7 Jahre; John Rusnak (Allied Irish Banks), Verlust $ 690.000.000.00, Gefängnisstrafe: 7,5 Jahre; Boris Picano-Nacci (Groupe Caisse D'Epargne), Verlust $ 980.000.000.00, Gefängnisstrafe: 2 Jahre; Chen Jiulin (China Aviation Oil), Verlust $ 550.000.000.00, Gefängnisstrafe: 4,25 Jahre; Juan Pablo Davilla (Codelco), Verlust $ 280.000.00, Gefängnisstrafe: 4 Jahre; Brian Hunter (Amaranth Advisors), Verlust $ 6.600.000.000, Gefängnisstrafe: 4 Jahre; Thomas Hayes (UBS), Verlust $ 1.740.000.000, Gefängnisstrafe: 14 Jahre.

## Produktion
Es handelt sich um den ersten abendfüllenden Spielfilm des Regisseurs David Preute, der auch das Drehbuch verfasste. Der Film spielt auf reale betrügerische Investmentbanker an, die am Ende des Films mit dem angerichteten Schaden und der Haftstrafe genannt werden.
Produziert wurde der Film von der Münchener Produktionsfirma La Piscine Productions GmbH & Co. KG, zusammen mit der Hochschule für Fernsehen und Film München und dem Bayerischen Rundfunk. Der FilmFernsehFonds Bayern beteiligte sich finanziell an dem Film, der am 27. Oktober 2021 seine Weltpremiere auf den Internationalen Hofer Filmtagen feierte. Gedreht wurde über einen Zeitraum von ca. 3 Wochen in München und London. Produzent des Films war Jan Linnartz.

## Kritik
Rouven Linnarz äußerte sich anerkennend: „Rogue Trader ist eine Mischung aus Thriller und Drama, der davon erzählt, wie jemand durch sein Umfeld, in diesem Falle die Finanzwelt, korrumpiert wird. David Preutes Film besticht durch seine Darsteller wie auch seine Ästhetik, die im Kontext der Themen wie auch der Handlung zu überzeugen wissen.“